# نووا ویش پرودنگتسکا
نووا ویش پرودنگتسکا (به لاتین: Nowa Wieś Prudnicka) یک روستا در لهستان است که در گمینا بیاوا (استان اوپوله) واقع شده‌است.